# Rufin Syryjczyk
Rufin Syryjczyk (IV/V wiek) – wczesnochrześcijański pisarz, uczeń Hieronima. Przebywał w Rzymie około roku 399. Prawdopodobnie nawiązywał kontakty z pelagianami. Jest autorem dzieła Księga o wierze i prawdopodobnie Książeczki o wierze.